# Urosphena whiteheadi
El buscarla colicorta de Borneo (Urosphena whiteheadi) es una especie de ave paseriforme de la familia Cettiidae endémica de la isla de Borneo, en el sudeste de Asia.

## Distribución geográfica yhábitat
Se encuentra únicamente en las montañas del centro y norte de Borneo. La especie es un pájaro común por encima de los 2.000 metros de altitud. Se cree que su población es estable, ante la falta de evidencia sobre amenazas o descenso de su población.